# IWarp
iWarpは、インテルとカーネギーメロン大学 (CMU) の共同プロジェクトとして開発された実験的な並列スーパーコンピュータである。
プロジェクトは、CMUのWARP研究プロジェクトの後継として、ひとつのマイクロプロセッサに並列計算に必要な機能(メモリと通信機能)を内蔵することを目標として1988年に始まった。そういう意味では、iWarpはトランスピュータやnCUBEに非常によく似ている。
インテルは1989年にiWarpシステムを製品として発表した。最初の試作品はカーネギーメロン大学に1990年夏に納入され、秋には64セルの製品版が、1991年には追加の2台が納入されている。1992年夏にはインテル内にスーパーコンピューティングシステム部門が創設され、iWarpはiPSC製品とマージされひとつのシリーズとされた。インテルはiWarpを製品として残したが、積極的なマーケティングはやめた。現在は製造されていない。
iWarpの各CPUは20MHzで動作し、32ビットALUと64ビットFPUを備えている。単純なパイプライン構造で1サイクルに1命令を実行するので、性能は 20MIPSである（浮動小数点は単精度で20MFLOPS、倍精度で10MFLOPS）。通信はチップ上の別ユニットで制御され、40MB/sの4本のシリアルチャネルを装備している。このチャネルはハードウェアで20本の仮想チャネルとして扱うことが可能(INMOS T9000 に追加された機能と類似)。
CPUは基板上にメモリと共に実装されるが、インテルは高速で高価なSRAMを使った。ひとつの基板には4つのCPUと512K～4Mバイトのメモリが実装される。
iWarpでは ハイパーキューブではなくN×Mのトーラス型のネットワークでノードを接続した。典型的なシステムでは64個のCPUが 8×8のトーラスを構成している。この構成で最高 1.2GFLOPSを記録している。
iWArpプロジェクトを指揮したアーキテクトはジョージ・コックスである。スティーブン・マクギーディ（後のマイクロソフト副社長で、反トラスト法違反の裁判で証人として出廷したことがある）は、iWarpが完成する以前から使用可能な革新的な開発環境を作った。これはノードに対応するサン・マイクロシステムズのワークステーションをLAN上で相互接続し、iWarpのノード間通信プロトコルをソケット上でシミュレートしたものである。チップレベルのシミュレータではないが、並列ソフトウェア開発のスタート地点としては役立った。
iWarp向けにはCとFORTRANのコンパイラが開発されている。まずAT&TのUNIX向け pcc コンパイラがインテルとの契約に基づいて移植され、その後インテルが独自に修正・拡張を施した。